# Vlag van Winnipeg

Vlag van Winnipeg (ratio 1:2)

De vlag van Winnipeg werd aangenomen op 1 oktober 1975. In het midden staat het stadswapen, met linksboven blauw en rechtsonder geel. Het blauw staat voor de helderblauwe lucht van Winnipeg en het goud voor een tarweveld, de oorspronkelijke economische activiteit van de stad.
Het blauwe en gele ontwerp werd aangenomen als de officiële kleuren voor de viering van het honderdjarig bestaan van de stad in 1974. De verhouding is 1:2.
De vlag met het logo werd aangenomen op 18 januari 2001. Het is de bedoeling dat deze samen met het wapenschild wordt gebruikt.